# Modern Times (album của IU)
Modern Times là album phòng thu thứ ba tiếng Hàn Quốc bởi ca sĩ-nhạc sĩ và diễn viên IU. Được phát hành vào ngày 8 tháng 10 năm 2013 bởi LOEN Entertainment dưới nhà sản xuất LOEN Tree. Đây là full-length phát hành đầu tiên kể từ Last Fantasy (2011).
Với hãng thu âm mới, IU hợp tác với ca sĩ kiêm nhà soạn nhạc Choi Baek-ho và Yang Hee-eun. Gain từ Brown Eyed Girls, Jonghyun từ Shinee và nghệ sĩ guitar Bak Ju-won cũng tham gia vào album như ca sĩ góp giọng.
Modern Times gồm có mười ba bài hát tổng cộng như bài hit "The Red Shoes" và bài hát tự sáng tác của cô "Bad Day". Nó cũng có phiên bản tiếng Hàn của bài "Voice Mail" từ mini album tiếng Nhật của IU Can You Hear Me? (2013) như một bài hát tri ân. Album được phát hành trước với tên Modern Times - Epilogue vào ngày 20 tháng 12 năm 2013 và bao gồm bài hát chủ đề "Friday" cũng như "Pastel Crayon"  từ series phim hài lãng mạn Bel Ami bộ phim mà cô nhận làm vai chính, Kim Bo-tong. Repackaged album có hai DVD và với số lượng giới hạn là 10,000 bản.
Album giúp IU đạt giải thưởngMelon Music Award for Top 10 Artists (2013) và giải Mnet Asian Music Award for Best Female Artist (2014). Thành công về mặt thương mại đã cho thấy độ phổ biến của cô; Có khoảng ba triệu lượt tải trong tuần đầu tiên phát hành. Tính đến tháng 3 năm 2018, album đã có hơn 60,000 bản và tám triệulượt tải tại Hàn Quốc. Modern Times đã thành công trên phương diện quốc tế cũng như doanh số kỹ thuật số.

## Phát hành
Modern Times được phát hành trên bảng xếp hạng lúc 00:00 đêm (theo giờ Hàn Quốc) vào ngày 8 tháng 10 năm 2013. Sau khi phát hành, single chính "The Red Shoes" (Hangul: 분홍신; RR: Bunhongsin) đứng đầu trên bảng xếp hạng thời gian thực tại Hàn Quốc, đạt được "all-kill", các bài hát trong album đều loạt vào bảng xếp hạng. Album đứng đầu trên Gaon Album Chart vào tuần thứ ba của tháng 10 năm 2013. Album đạt doanh số 40,360 bản vật lí vào năm 2013, đứng thứ 41 album bán chạy nhất tại Hàn Quốc trong năm đó. Tính đến năm 2014, Modern Times đạt được 58,145 bản tại Hàn Quốc cộng với doanh thu của repackaged album.

### Teaser
Từ ngày 23 tháng 9 đến 4 tháng 10, bảy teaser đã được phát hành cho album thông qua kênh YouTube của LOEN Entertainment. Teaser giới thiệu vài bài hát từ album mới của cô, "Between the Lips (50cm)" (Hangul: 입술 사이; RR: Ipsul Sai), "Walk with Me, Girl" (Hangul: 아이야, 나랑 걷자; RR: Aiya, Narang Geotja), "Everybody Has Secrets" (Hangul: 누구나 비밀은 있다; RR: Nuguna Bimireun Itda), "Modern Times", "Love of B" (Hangul: 을의 연애; RR: Eurui Yeonae), "Wait" (Hangul: 기다려; RR: Gidaryeo) và bài hát chính "The Red Shoes".

## Quảng bá
Vào ngày 7 tháng 10 năm 2013, trước khi album được phát hành, IU trình diễn lần đầu tiên tại buổi comeback showcase tại Olympic Park, Seoul, trình diễn các bài hát mới bao gồm "Modern Times", "Between the Lips (50cm)" và "The Red Shoes". Cô cũng dùng preview cho MV chính thức của bài hát chủ đề.
IU bắt đầu quảng bá album trở lại của cô trên các chương trình âm nhạc, bắt đầu vào ngày 10 tháng 10 năm 2013,broadcast M! Countdown của Mnet. Cùng với single chính, cô quảng bá "Modern Times", "Between the Lips (50cm)" và "Love of B" trên M! Countdown, Music Bank của KBS, Show! Music Core của MBC và  The Music Trend của SBS và Show Champion của MBC Music.
Trên You Hee-yeol's Sketchbook của KBS, cô trình diễn bài "The Red Shoes", "Bad Day" (Hangul: 싫은 날; RR: Sireun Nal) và "Walk with Me, Girl", và cover bài "About Romance" (Hangul: 낭만에 대하여; RR: Nangmane Daehayeo) của Choi Baek-ho (người từng kết hợp trong "Walk with Me, Girl").
IU trình diễn single chính tại lễ trao giải hàng năm Grand Bell Awards lần thứ 50, trong lễ kỷ niệm của sự kiện.
Cùng thông báo rằng IU sẽ tổ chức solo concert thứ hai với tựa đề "Modern Times" từ ngày 23 tháng 11. Bắt đầu tại Peace Palace Hal của Kyung Hee University ở Seoul, cô cũng trình diễn tại KBS Hall ở Busan vào ngày 1 tháng 12, để quảng bá album.

## Doanh số
Tính đến tháng 10 năm 2015, album đã đạt được hơn 61,900 bản tại Hàn Quốc và 3,300 tại Nhật Bản.

## Danh sách bài hát
| Modern Times - Standard and Limited edition | Modern Times - Standard and Limited edition                                                            | Modern Times - Standard and Limited edition | Modern Times - Standard and Limited edition | Modern Times - Standard and Limited edition |
| STT                                         | Nhan đề                                                                                                | Phổ lời                                     | Phổ nhạc                                    | Thời lượng                                  |
| ------------------------------------------- | --- | ------------------------------------------- | ------------------------------------------- | ------------------------------------------- |
| 1.                                          | "Love of B" (을의 연애; Eurui Yeonae, with Bak Ju-won)                                                 | IU                                          | Bak Ju-won                                  | 3:11                                        |
| 2.                                          | "Everybody Has Secrets" (누구나 비밀은 있다; Nuguna Bimireun Itda, featuring Gain of Brown Eyed Girls) | Kim Eana                                    | Yoon Sang, east4A                           | 3:49                                        |
| 3.                                          | "Between the Lips (50cm)" (입술 사이; Ipsul Sai)                                                       | G.Gorilla                                   | G.Gorilla                                   | 2:50                                        |
| 4.                                          | "The Red Shoes" (분홍신; Bunhongsin)                                                                   | Kim Eana                                    | Lee Min-soo                                 | 4:14                                        |
| 5.                                          | "Modern Times"                                                                                         | Kim Eana                                    | Jeong Seok-won                              | 3:25                                        |
| 6.                                          | "Bad Day" (싫은 날; Sireun Nal)                                                                        | IU                                          | IU                                          | 3:52                                        |
| 7.                                          | "Obliviate"                                                                                            | Kim Eana, G.Gorilla                         | G.Gorilla                                   | 3:10                                        |
| 8.                                          | "Walk with Me, Girl" (아이야, 나랑 걷자; Aiya, Narang Geotja, featuring Choi Baek-ho)                  | Kim Eana, Mr. Kid                           | Bak Ju-won, Mr. Kid                         | 5:00                                        |
| 9.                                          | "Havana"                                                                                               | Kim Eana                                    | Jeon Jeong-hoon                             | 4:09                                        |
| 10.                                         | "A Gloomy Clock" (우울시계; Uulsigye, featuring Jonghyun of Shinee)                                    | Kim Jonghyun                                | Kim Jonghyun                                | 2:48                                        |
| 11.                                         | "Daydream" (한낮의 꿈; Hannajui Kkum, featuring Yang Hee-eun)                                          | Choi Kap-won, Mr. Kid, PJ                   | Choi Kap-won, Mr. Kid, PJ                   | 3:40                                        |
| 12.                                         | "Wait" (기다려; Gidaryeo)                                                                              | IU                                          | TEXU, Ophelia                               | 2:30                                        |
| 13.                                         | "Voice Mail (Korean version)" (Bonus track)                                                            | IU                                          | IU                                          | 4:06                                        |
| Tổng thời lượng:                            | Tổng thời lượng:                                                                                       | Tổng thời lượng:                            | Tổng thời lượng:                            | 46:44                                       |

Chú thích
- Tiêu đề của bài hát 4 nghĩa đen có nghĩa là "The Pink Shoes"

| Modern Times - Epilogue - Repackaged album | Modern Times - Epilogue - Repackaged album                                                             | Modern Times - Epilogue - Repackaged album | Modern Times - Epilogue - Repackaged album | Modern Times - Epilogue - Repackaged album |
| STT                                        | Nhan đề                                                                                                | Phổ lời                                    | Phổ nhạc                                   | Thời lượng                                 |
| ------------------------------------------ | --- | ------------------------------------------ | ------------------------------------------ | ------------------------------------------ |
| 1.                                         | "Friday" (금요일에 만나요; Geumyoil-e Mannayo, featuring Jang Yi-jeong of History)                     | IU                                         | IU                                         | 3:37                                       |
| 2.                                         | "Pastel Crayon" (크레파스; Keurepaseu, from Bel Ami)                                                   | IU                                         | Junjaman, KZ                               | 3:13                                       |
| 3.                                         | "Love of B" (을의 연애; Eurui Yeonae, with Bak Ju-won)                                                 | IU                                         | Bak Ju-won                                 | 3:11                                       |
| 4.                                         | "Everybody Has Secrets" (누구나 비밀은 있다; Nuguna Bimireun Itda, featuring Gain of Brown Eyed Girls) | Kim Eana                                   | Yoon Sang, east4A                          | 3:49                                       |
| 5.                                         | "Between the Lips (50cm)" (입술 사이; Ipsul Sai)                                                       | G.Gorilla                                  | G.Gorilla                                  | 2:50                                       |
| 6.                                         | "The Red Shoes" (분홍신; Bunhongsin)                                                                   | Kim Eana                                   | Lee Min-soo                                | 4:14                                       |
| 7.                                         | "Modern Times"                                                                                         | Kim Eana                                   | Jeong Seok-won                             | 3:25                                       |
| 8.                                         | "Bad Day" (싫은 날; Sireun Nal)                                                                        | IU                                         | IU                                         | 3:52                                       |
| 9.                                         | "Obliviate"                                                                                            | Kim Eana, G.Gorilla                        | G.Gorilla                                  | 3:10                                       |
| 10.                                        | "Walk with Me, Girl" (아이야, 나랑 걷자; Aiya, Narang Geotja, featuring Choi Baek-ho)                  | Kim Eana, Mr. Kid                          | Bak Ju-won, Mr. Kid                        | 5:00                                       |
| 11.                                        | "Havana"                                                                                               | Kim Eana                                   | Jeon Jeong-hoon                            | 4:09                                       |
| 12.                                        | "A Gloomy Clock" (우울시계; Uulsigye, featuring Jonghyun of Shinee)                                    | Kim Jonghyun                               | Kim Jonghyun                               | 2:48                                       |
| 13.                                        | "Daydream" (한낮의 꿈; Hannajui Kkum, featuring Yang Hee-eun)                                          | Choi Kap-won, Mr. Kid, PJ                  | Choi Kap-won, Mr. Kid, PJ                  | 3:40                                       |
| 14.                                        | "Wait" (기다려; Gidaryeo)                                                                              | IU                                         | TEXU, Ophelia                              | 2:30                                       |
| 15.                                        | "Voice Mail (Korean version)" (Bonus track)                                                            | IU                                         | IU                                         | 4:06                                       |
| Tổng thời lượng:                           | Tổng thời lượng:                                                                                       | Tổng thời lượng:                           | Tổng thời lượng:                           | 53:34                                      |

Chú thích 
- Tiêu đề của bài hát 4 nghĩa đen có nghĩa là "See You on Friday".

## Diễn biến trên bảng xếp hạng
| Bảng xếp hạng (2013)        | Vị trí xếp hạng cao nhất |
| --------------------------- | ------------------------ |
| Hàn Quốc Album (Gaon)       | 1                        |
| Nhật Bản Album (Oricon)     | 69                       |
| US World Albums (Billboard) | 4                        |

| Bảng xếp hạng (2013)  | Vị trí xếp hạng cao nhất |
| --------------------- | ------------------------ |
| Hàn Quốc Album (Gaon) | 3                        |

| Bảng xếp hạng (2013)  | Vị trí xếp hạng cao nhất |
| --------------------- | ------------------------ |
| Hàn Quốc Album (Gaon) | 45                       |

## Giải thưởng và đề cử

### Lễ trao giải âm nhạc hàng năm
| Nămr | Lễ trao giải                 | Thể loại                        | Bài hát nhận được | Kết quả   |
| ---- | ---------------------------- | ------------------------------- | ----------------- | --------- |
| 2013 | 3rd Gaon Chart K-Pop Awards  | Song of the Year – October      | "The Red Shoes"   | Đoạt giải |
| 2013 | 5th Melon Music Awards       | Top 10 Artists                  | IU                | Đoạt giải |
| 2013 | MTV Best of the Best         | Album of the Year               | Modern Times      | Đề cử     |
| 2013 | MTV Best of the Best         | Best Female Artist              | IU                | Đoạt giải |
| 2013 | MTV Best of the Best         | Artist of the Year              | IU                | Đề cử     |
| 2013 | 15th Mnet Asian Music Awards | BC – UnionPay Song of the Year  | "The Red Shoes"   | Đề cử     |
| 2013 | 15th Mnet Asian Music Awards | Artist of the Year              | IU                | Đề cử     |
| 2013 | 15th Mnet Asian Music Awards | Best Female Artist              | IU                | Đề cử     |
| 2013 | 15th Mnet Asian Music Awards | Best Vocal Performance – Female | "The Red Shoes"   | Đề cử     |
| 2014 | 28th Golden Disk Awards      | Grand Prize in Album Releasing  | Modern Times      | Đề cử     |
| 2014 | 23rd Seoul Music Awards      | Bonsang Award (Main Prize)      | IU                | Đề cử     |
| 2014 | 23rd Seoul Music Awards      | Popularity Award                | IU                | Đề cử     |
| 2014 | 6th Melon Music Awards       | Song of the Year                | "Friday"          | Đề cử     |
| 2014 | 6th Melon Music Awards       | Music Style Award - R&B/Ballad  | "Friday"          | Đề cử     |
| 2014 | 16th Mnet Asian Music Awards | UnionPay Artist of the Year     | IU                | Đề cử     |
| 2014 | 16th Mnet Asian Music Awards | UnionPay Song of the Year       | "Friday"          | Đề cử     |
| 2014 | 16th Mnet Asian Music Awards | Best Female Artist              | IU                | Đoạt giải |
| 2014 | 16th Mnet Asian Music Awards | Best Vocal Performance – Female | "Friday"          | Đề cử     |

### Giải thưởng chương trình âm nhạc
| Bài hát         | Chương trình              | Ngày                 |
| --------------- | ------------------------- | -------------------- |
| "The Red Shoes" | Show Champion (MBC Music) | 16 tháng 10 năm 2013 |
| "The Red Shoes" | M Countdown (Mnet)        | 17 tháng 10 năm 2013 |
| "The Red Shoes" | M Countdown (Mnet)        | 24 tháng 10 năm 2013 |
| "The Red Shoes" | Music Bank (KBS)          | 18 tháng 10 năm 2013 |
| "The Red Shoes" | Show!Music Core (MBC)     | 19 tháng 10 năm 2013 |
| "The Red Shoes" | The Music Trend (SBS)     | 20 tháng 10 năm 2013 |
| "Friday"        | The Music Trend (SBS)     | 29 tháng 12 năm 2013 |
| "Friday"        | The Music Trend (SBS)     | 5 tháng 1 năm 2014   |
| "Friday"        | Music Bank (KBS)          | 3 tháng 1 năm 2014   |
| "Friday"        | Show! Music Core (MBC)    | 4 tháng 1 năm 2014   |

## Lịch sử phát hành
| Khu vực   | Ngày                             | Định dạng                | Edition                                   | Hãng          |
| --------- | -------------------------------- | ------------------------ | ----------------------------------------- | ------------- |
| Hàn Quốc  | 8 tháng 10 năm 2013              | CD, digital download     | Standard Edition                          | LOEN Tree     |
| Toàn cầu  | 8 tháng 10 năm 2013              | Digital download         |                                           | LOEN Tree     |
| Hồng Kông | 9 tháng 10 năm 2013              | CD                       | Standard Edition                          | Present Media |
| Nhật Bản  | 9 tháng 10 năm 2013              | Rental CD, rental CD+DVD | Standard Edition, Special Limited Edition | LOEN Tree     |
| Hàn Quốc  | 10 tháng 10 năm 2013             | CD+DVD                   | Special Limited Edition                   | LOEN Tree     |
| Hồng Kông | 11 tháng 10 năm 2013             | CD+DVD                   | Special Limited Edition                   | Present Media |
| Hàn Quốc  | 20 tháng 12 năm 2013 (Repackage) | CD+DVD, digital download | Limited Edition                           | LOEN Tree     |
| Toàn cầu  | 20 tháng 12 năm 2013 (Repackage) | Digital download         |                                           | LOEN Tree     |